# سیارک ۲۴۳۵۳۶
سیارک ۲۴۳۵۳۶ (به انگلیسی: 243536 Mannheim، نامگذاری:2010EQ111)۲۴۳۵۳۶مین سیارک کشف شده‌است که در ۱۵ مارس ۲۰۱۰ کشف شد.